# Kostel svatého Václava (Chlum u Nalžovic)
Kostel svatého Václava je římskokatolický barokní chrám v Chlumu u Nalžovic v okrese Příbram. Od roku 1965 je chráněn jako kulturní památka České republiky. Spolu se hřbitovem a schodištěm ozdobeným sochami tvoří jeden z nejvýraznějších barokních sakrálních areálů Sedlčanska.

## Historie a popis
Chlum je částí obce Nalžovice, leží asi 6 km severozápadně od Sedlčan. První písemná zmínka o vsi je z roku 1352. Areál kostela sv. Václava se nachází na návrší uprostřed obce a zejména díky mohutné dvojposchoďové věži s cibulovitou střechou je její zdaleka viditelnou dominantou.
Přesnější data o vzniku kostela nejsou známa, ale připomíná se od 1. poloviny 14. století. Je to původně gotická stavba, v 18. století několikrát upravená. Z původní stavby se dochovalo zdivo polygonálního presbytáře a lomený triumfální oblouk. Kostel byl barokně přestavěn v roce 1707, v roce 1766 se uskutečnila přestavba věže připisovaná Antonínovi Schmidtovi a nynější podobu dostal kostel při úpravách v roce 1790, který je uveden i v supraportě portálu.
Kostel je jednolodní, orientovaný, se západní věží posunutou k jižní straně. Věž byla před svým zvýšením zakončená kamenným jehlancem, nyní má po konečné úpravě v roce 1790 dvě poschodí a cibulovitou báň. Sakristie a oratoř jsou na severní straně presbytáře.
V interiéru je barokní hlavní oltář se sousoším Nejsvětější Trojice, pod ním je umístěn obraz svatého Václava od Ludvíka Jaroslava Bernarda z roku 1861. Na pravé straně vítězného oblouku je kazatelna s postavou rozsévače, kterou vytvořil roku 1784 řezbář Hammer ze Staré Dobrotivé. Cínová křtitelnice z roku 1562 stojí na třech nohách, které mají podobu vousatých mužů, držících vousy v rukou, a dole jsou zakončeny zvířecími tlapami s drápy.
Okolo kostela je hřbitov s kostnicí z roku 1765. V kostelních zdech je několik náhrobních kamenů, podle na nich umístěných erbů zřejmě šlechtických. Hřbitov je obklopen masivní kamennou ohradní zdí s branami. Hlavní přístup do areálu je ze západní strany, od obecní komunikace či návsi. Výškový rozdíl je vyřešen dvoukřídlým barokním schodištěm, které je ozdobeno sochami svatého Václava a svatého Vojtěcha. Schodiště bylo vybudováno v roce 1790 a z té doby může být také mohutná lípa na jeho pravé straně.
U vnější strany ohradní zdi hřbitova jsou nedaleko schodiště ještě další dvě plastiky: napravo socha sv. Antonína Paduánského, socha nalevo představuje pravděpodobně sv. Felixe.
Kostel je využíván jako filiální, s pravidelným bohoslužbami každou neděli a při významných křesťanských svátcích.

## Zajímavosti
- Naproti kostelu stojí jednopatrová fara; v letech 1859–1870 tu jako farář působil Beneš Method Kulda, významný český kněz, spisovatel a sběratel lidové tvorby.
- Během první světové války byly kostelní zvony, kromě zvonu „Barborka“ z roku 1772, zabaveny. Za peníze získané sbírkou byly pořízeny v roce 1929 dva nové zvony, „Václav“ a „Jan“, a další zvon dostal po svém dárci statkáři Brusákovi jméno „František“. Během okupace byly ale v roce 1942 zvony „Václav“, „Jan“ a „František“ německými úřady znovu zabaveny.
- V roce 1976 se u kostela a na hřbitově natáčely exteriéry 11. dílu seriálu 30 případů majora Zemana, nazvaného Křížová cesta.[4]

## Galerie

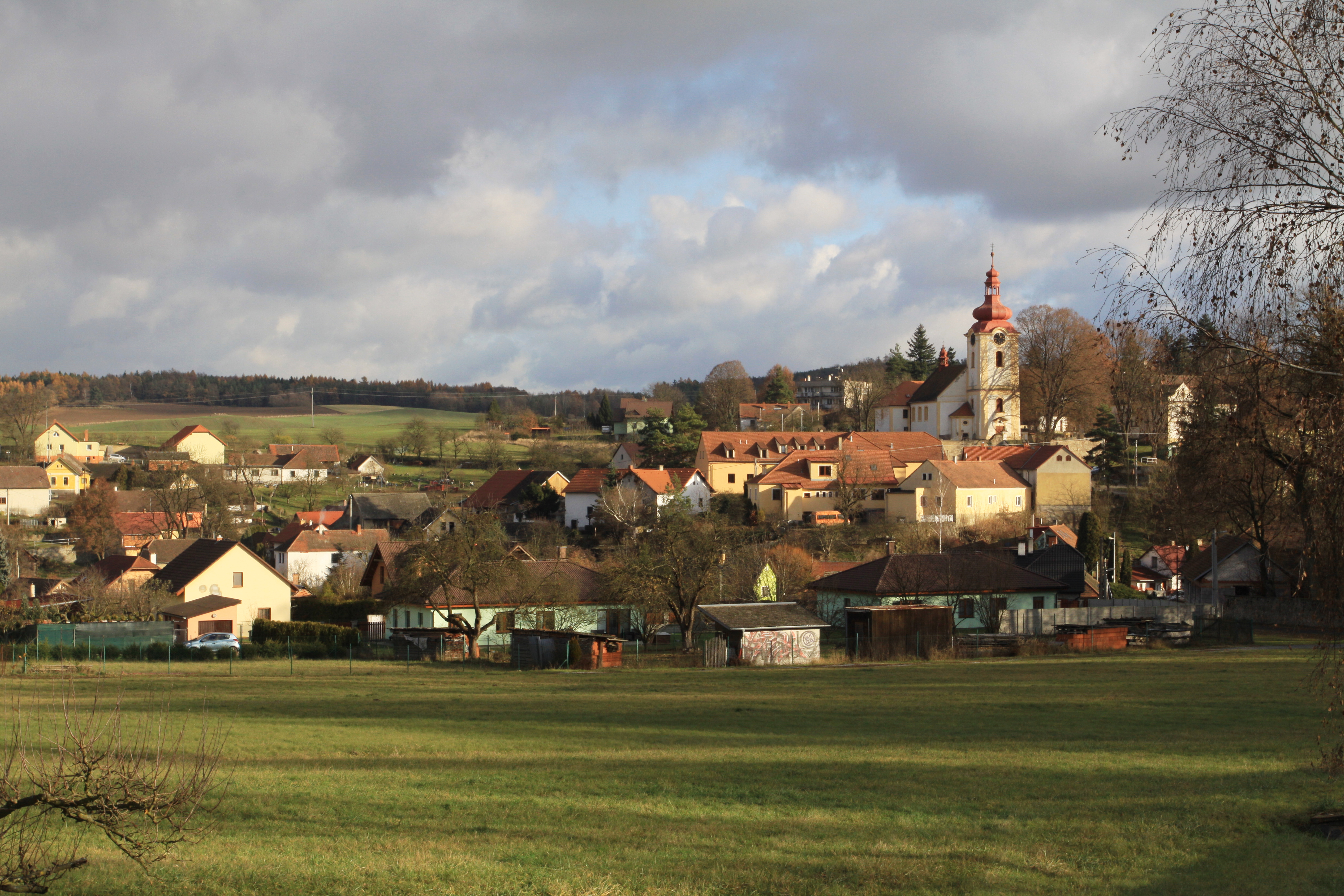
Kostel sv. Václava jako krajinná dominanta
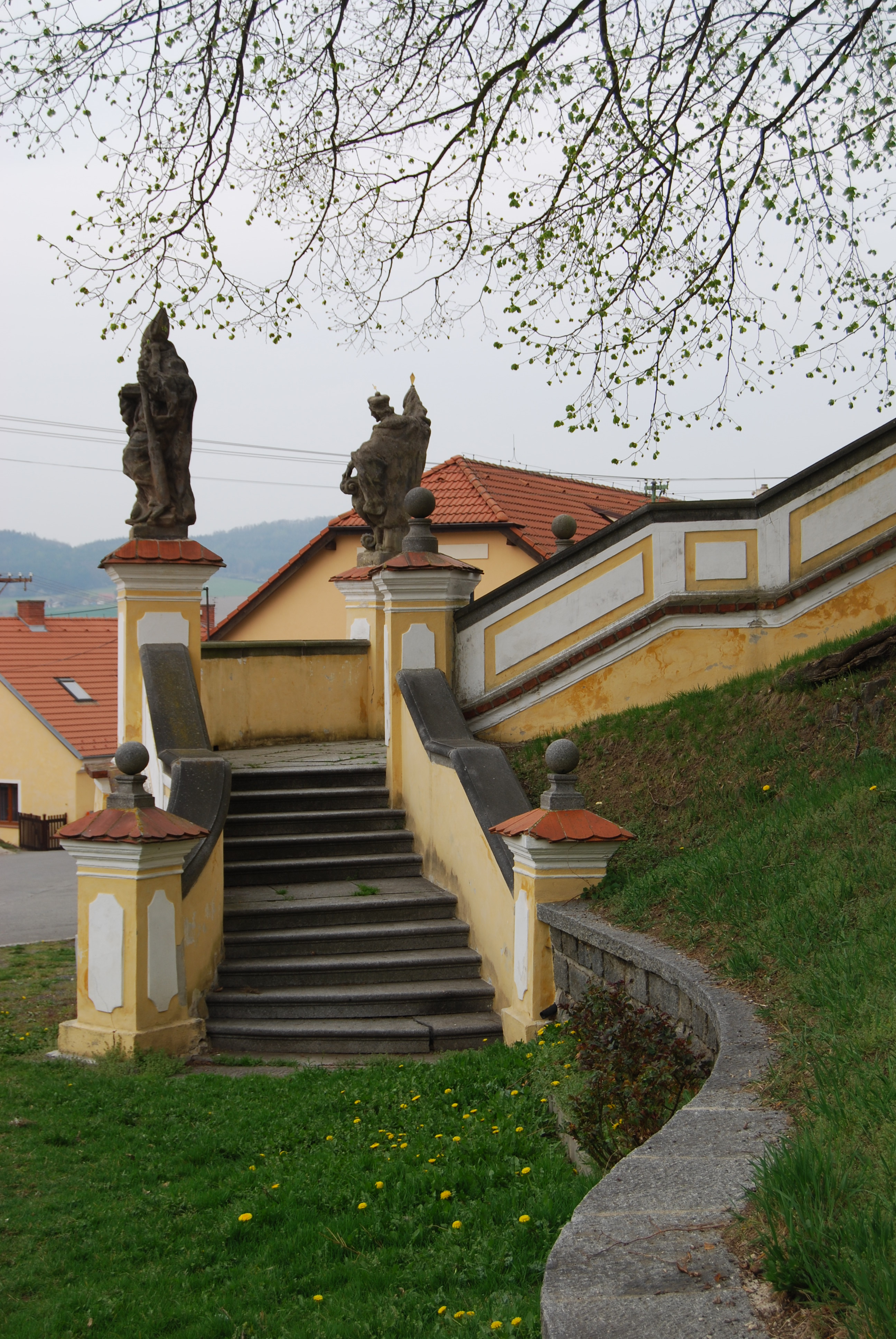
Barokní schodiště
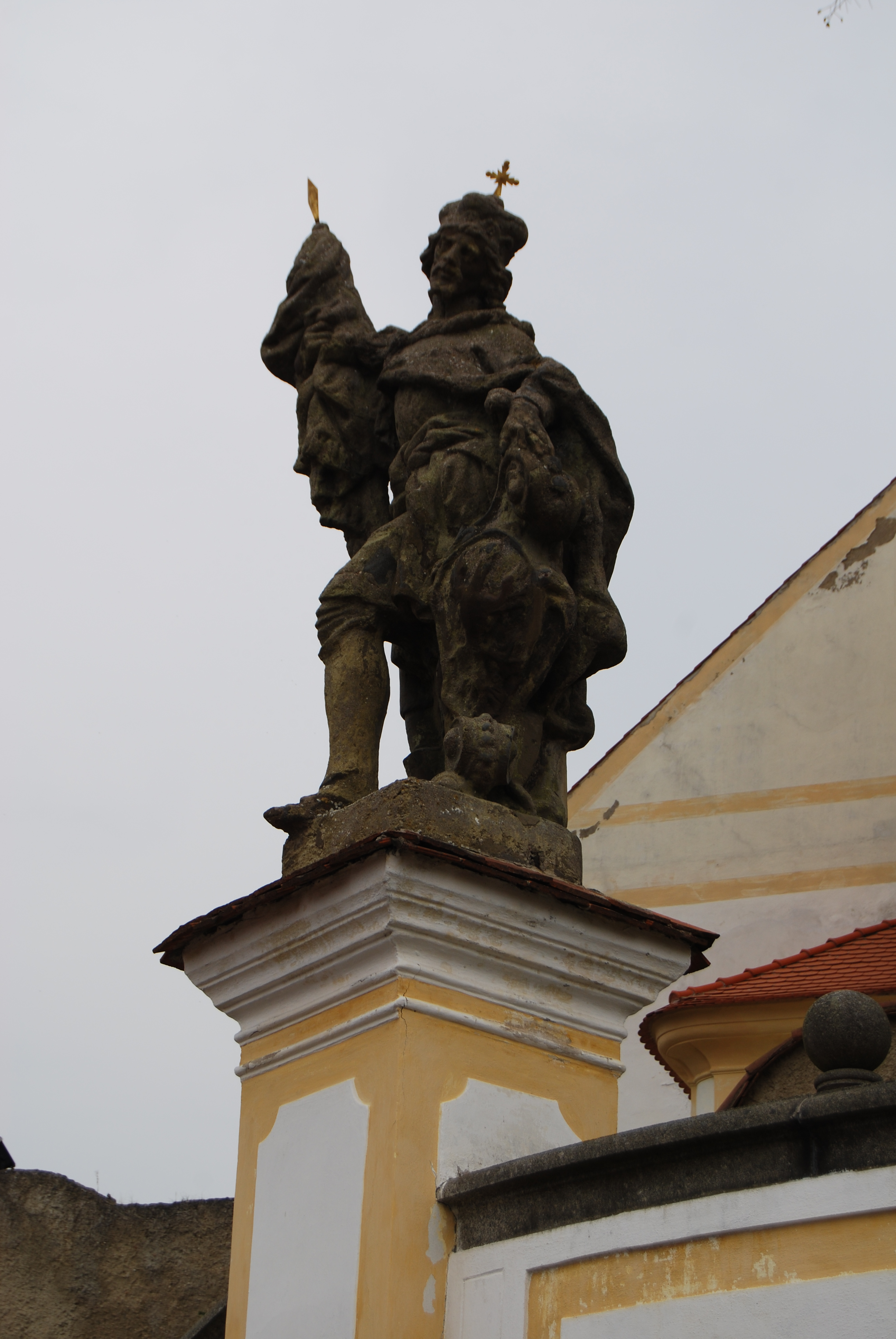
Socha sv. Václava
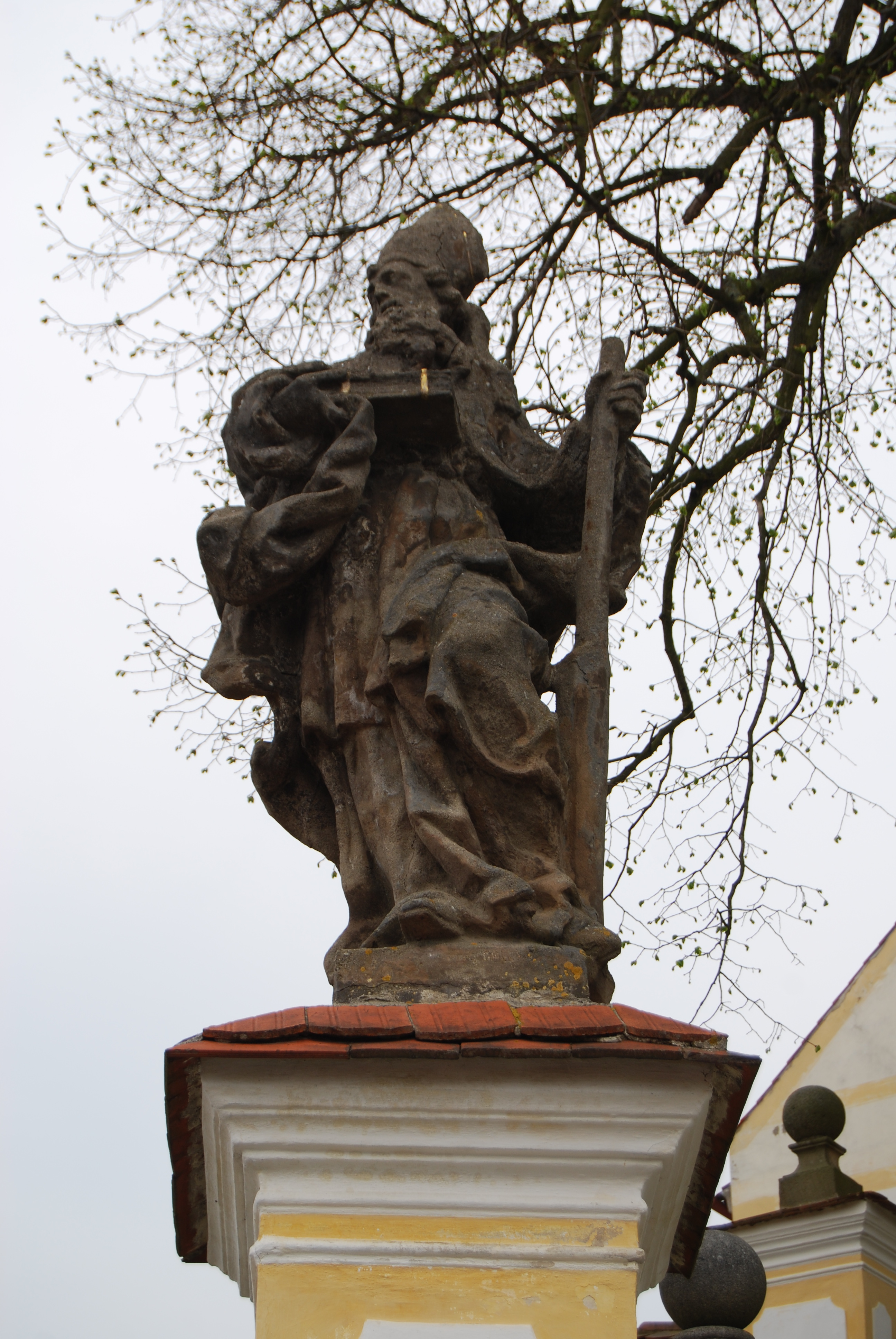
Socha sv. Vojtěcha
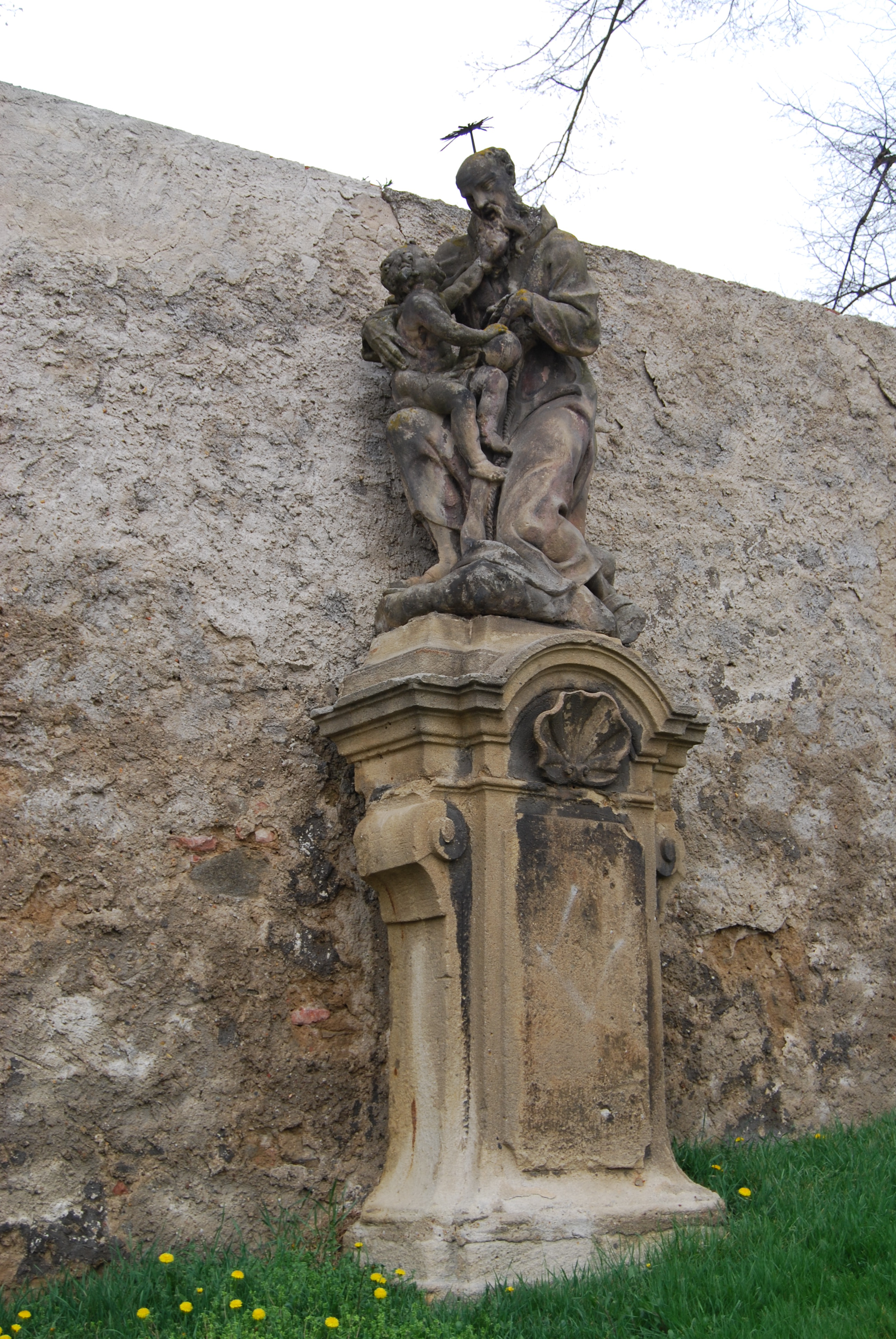
Socha sv. Antonína Paduánského